# Ле Селвадеге (Падова)
Ле Селвадеге је насеље у Италији у округу Падова, региону Венето.
Према процени из 2011. у насељу је живело 13 становника. Насеље се налази на надморској висини од 0 м.